# Hombre de Loschbour

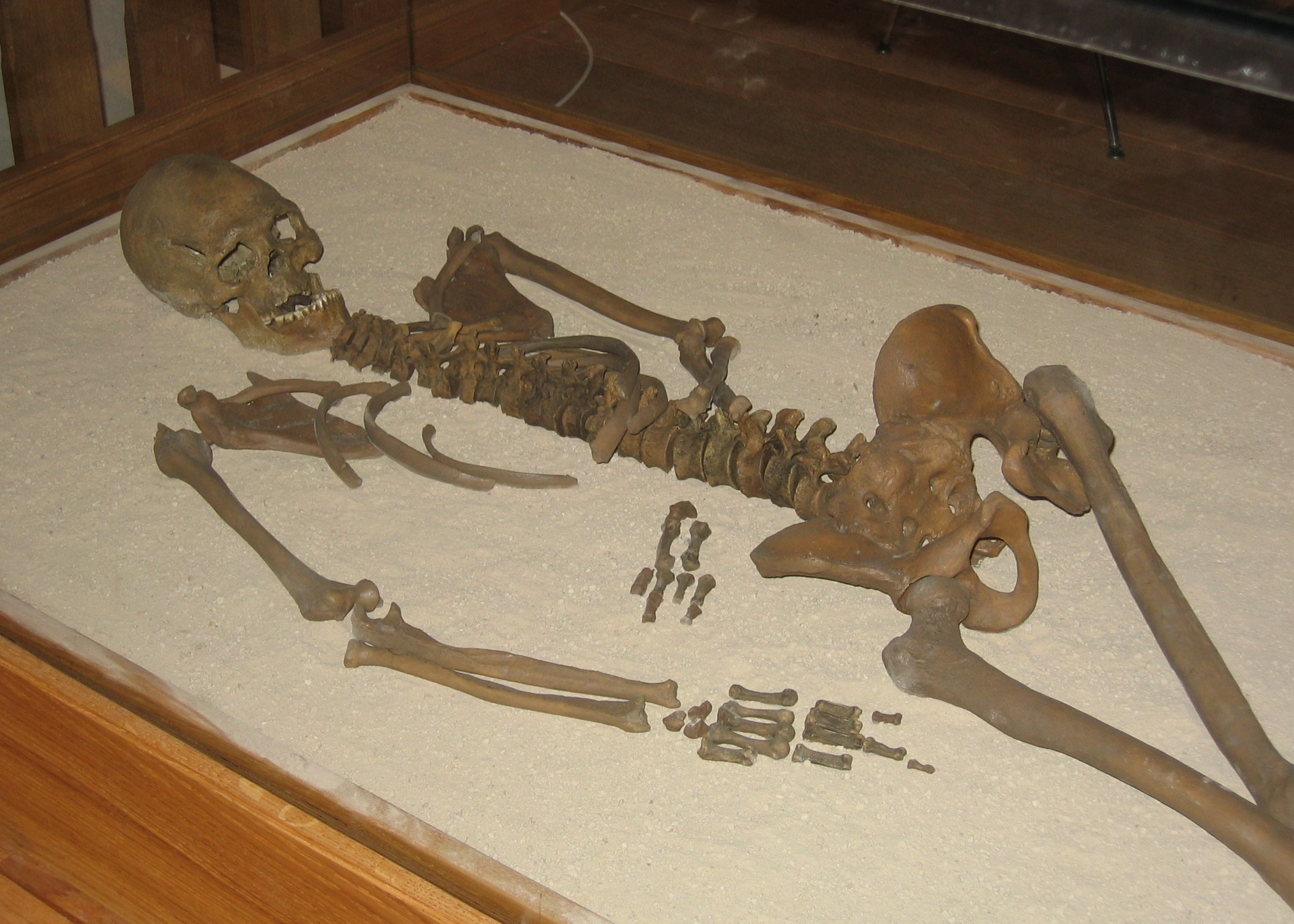
Hombre de Loschbour

Como Hombre de Loschbour (en luxemburgués: Loschbur-Mann) se conoce el esqueleto de un humano prehistórico hallado en 1935 en Mullerthal, en la ciudad de Waldbilig, Gran Ducado de Luxemburgo.
El esqueleto se encuentra en el Museo nacional de historia natural de Luxemburgo, se halló cerca del Ernz Negro, está casi completo, se ha datado en unos 8.000 años y pertenece al haplogrupo I ADN-Y